# Shinzō Hanabusa
Shinzō Hanabusa (英 伸三, Hanabusa Shinzō, né en 1936) est un photographe japonais.